# Wallace (football, octobre 1994)
Ne pas confondre avec un autre footballeur brésilien né en 1994 : Wallace Oliveira dos Santos.
Pour les articles homonymes, voir Wallace.
Wallace Fortuna dos Santos, dit Wallace, né le 14 octobre 1994 à Rio de Janeiro, est un footballeur brésilien qui joue au poste de défenseur central au Ittihad Kalba.

## Biographie

### En club
Formé à Cruzeiro, il signe un contrat de cinq ans avec le Sporting Braga en juin 2014, grâce à Jorge Mendes qui gère ses intérêts. 
Quelques semaines plus tard, il est prêté pour une saison avec option d'achat à l'AS Monaco. Le 12 février 2015, il inscrit son premier but avec l'AS Monaco lors des huitièmes de finale de la Coupe de France de football contre le Stade rennais.
En juillet 2015, l'AS Monaco annonce que le prêt du joueur est reconduit pour une saison, jusqu'en juin 2016.
Le 28 juillet 2016, il signe un contrat pour cinq saisons avec la Lazio Rome.
Le 14 mars 2022, il signe un contrat de trois saisons en faveur du Wuhan Three Towns, promu pour la première fois de son histoire en première division chinoise.

### En sélection
Il participe au Tournoi de Toulon et remporte cette compétition en 2013 et 2014 avec l'équipe du Brésil des moins de 20 ans. En août 2014, il est convoqué avec les moins de 21 ans d'Alexandre Gallo.

## Statistiques détaillées
| Saison                | Club                  | Championnat           | Championnat | Championnat | Coupe nationale | Coupe nationale | Coupe de la Ligue | Coupe de la Ligue | Supercoupe | Supercoupe | Compétition(s) continentale(s) | Compétition(s) continentale(s) | Compétition(s) continentale(s) | Mineiro | Mineiro | Total | Total |
| Saison                | Club                  | Division              | M.          | B.          | M.              | B.              | M.                | B.                | M.         | B.         | Comp.                          | M.                             | B.                             | M.      | B.      | M.    | B.    |
| 2013                  | Cruzeiro EC           | Série A               | -           | -           | 1               | 0               | -                 | -                 | -          | -          | -                              | -                              | -                              | -       | -       | 1     | 0     |
| 2014                  | Cruzeiro EC           | Série A               | 3           | 0           | -               | -               | -                 | -                 | -          | -          | -                              | -                              | -                              | 4       | 0       | 7     | 0     |
| Sous-total            | Sous-total            | Sous-total            | 3           | 0           | 1               | 0               | -                 | -                 | -          | -          | -                              | -                              | -                              | 4       | 0       | 8     | 0     |
| 2014-2015             | AS Monaco (prêt)      | Ligue 1               | 14          | 0           | 2               | 1               | 2                 | 0                 | -          | -          | C1                             | 4                              | 0                              | -       | -       | 22    | 1     |
| 2015-2016             | AS Monaco (prêt)      | Ligue 1               | 26          | 1           | 2               | 0               | 1                 | 0                 | -          | -          | C1+C3                          | 1+4                            | 0+0                            | -       | -       | 34    | 1     |
| Sous-total            | Sous-total            | Sous-total            | 40          | 1           | 4               | 1               | 3                 | 0                 | -          | -          | -                              | 9                              | 0                              | -       | -       | 56    | 2     |
| 2016-2017             | Lazio Rome            | Serie A               | 25          | 1           | 5               | 0               | -                 | -                 | -          | -          | -                              | -                              | -                              | -       | -       | 30    | 1     |
| 2017-2018             | Lazio Rome            | Serie A               | 13          | 0           | 1               | 0               | -                 | -                 | 1          | 0          | C3                             | 2                              | 0                              | -       | -       | 17    | 0     |
| 2018-2019             | Lazio Rome            | Serie A               | 16          | 0           | 1               | 0               | -                 | -                 | -          | -          | C3                             | 3                              | 1                              | -       | -       | 20    | 1     |
| Sous-total            | Sous-total            | Sous-total            | 54          | 1           | 6               | 0               | -                 | -                 | 1          | 0          | -                              | 5                              | 1                              | -       | -       | 66    | 2     |
| 2019-2020             | Sporting Braga (prêt) | Primeira Liga         | 8           | 0           | 3               | 0               | 2                 | 0                 | -          | -          | C3                             | 3                              | 0                              | -       | -       | 16    | 0     |
| Sous-total            | Sous-total            | Sous-total            | 8           | 0           | 3               | 0               | 2                 | 0                 | -          | -          | -                              | 3                              | 0                              | -       | -       | 16    | 0     |
| 2020-2021             | Yeni Malatyaspor      | Süper Lig             | 28          | 0           | 3               | 0               | -                 | -                 | -          | -          | -                              | -                              | -                              | -       | -       | 31    | 0     |
| 2021-2022             | Yeni Malatyaspor      | Süper Lig             | 18          | 0           | -               | -               | -                 | -                 | -          | -          | -                              | -                              | -                              | -       | -       | 18    | 0     |
| Sous-total            | Sous-total            | Sous-total            | 46          | 0           | 3               | 0               | -                 | -                 | -          | -          | -                              | -                              | -                              | -       | -       | 49    | 0     |
| 2022                  | Wuhan Three Towns     | Super League          | -           | -           | -               | -               | -                 | -                 | -          | -          | -                              | -                              | -                              | -       | -       | 0     | 0     |
| Sous-total            | Sous-total            | Sous-total            | -           | -           | -               | -               | -                 | -                 | -          | -          | -                              | -                              | -                              | -       | -       | 0     | 0     |
| Total sur la carrière | Total sur la carrière | Total sur la carrière | 151         | 2           | 14              | 1               | 5                 | 0                 | 1          | 0          | -                              | 17                             | 1                              | 4       | 0       | 192   | 4     |

## Palmarès

### En club
| Cruzeiro EC - Championnat du Brésil - Vainqueur : 2013 - Championnat du Minas Gerais - Vainqueur : 2014 |  | Lazio Rome - Coupe d'Italie - Vainqueur : 2019 - Finaliste : 2017 - Supercoupe d'Italie - Vainqueur : 2017 |  | Sporting Braga - Coupe de la Ligue portugaise - Vainqueur : 2020 |

### En sélection
| - Brésil -20 ans - Tournoi de Toulon - Vainqueur : 2013 et 2014. |